# Mesochorus bilineatus
Mesochorus bilineatus är en stekelart som beskrevs av Thomson 1886. Mesochorus bilineatus ingår i släktet Mesochorus, och familjen brokparasitsteklar. Arten är reproducerande i Sverige.